# All by Myself (Alok, Sigala & Ellie Goulding)
All by Myself is een nummer van de Braziliaanse dj Alok, de Britse dj Sigala en de Britse zangeres Ellie Goulding uit 2022. Het is de achtste single van Sigala's tweede studioalbum Every Cloud, en de tweede single van Gouldings vijfde studioalbum Higher Than Heaven.
Het nummer bevat een sample uit Enjoy the Silence van Depeche Mode, vandaar dat Martin Gore ook op de credits staat. "All by Myself" werd alleen in Nederland en België een hit. In de Nederlandse Top 40 bereikte het de 23e positie, en in de Vlaamse Ultratop 50 kwam het een plek hoger. Alok wist het succes van zijn vorige hit, het zomerse Deep Down, echter niet te overtreffen.